# SoftICE
Vous pouvez aider à l'améliorer ou bien discuter des problèmes sur sa page de discussion.
- Il fait référence à des sources qui ne semblent pas présenter la fiabilité et/ou l'indépendance requises. Vous pouvez aider, soit en recherchant des sources de meilleure qualité pour étayer les informations concernées, soit en attribuant clairement ces informations aux sources qui semblent insuffisantes, ce qui permet de mettre en garde le lecteur sur l'origine de l'information. (Marqué depuis avril 2024)

- Archive Wikiwix
- Bing
- Cairn
- DuckDuckGo
- E. Universalis
- Gallica
- Google
- G. Books
- G. News
- G. Scholar
- Persée
- Qwant
- (zh) Baidu
- (ru) Yandex
- (wd) trouver des œuvres sur Wikidata

Vous pouvez aider à l'améliorer ou bien discuter des problèmes sur sa page de discussion.
- Il ne cite pas suffisamment ses sources. Vous pouvez indiquer les passages à sourcer avec {{référence nécessaire}} ou {{Référence souhaitée}}, et inclure les références utiles en les liant aux notes de bas de page. (Marqué depuis avril 2024)
- Son contenu est rédigé entièrement ou presque à partir d'une seule source. N'hésitez pas à modifier cet article pour améliorer sa vérifiabilité en apportant de nouvelles références dans des notes de bas de page. (Marqué depuis avril 2024)
- Certaines informations devraient être mieux reliées aux sources mentionnées dans la bibliographie ou les liens externes. Améliorez sa vérifiabilité en les associant par des références. (Marqué depuis avril 2024)
- Il ne s’appuie pas, ou pas assez, sur des sources secondaires ou tertiaires. (Marqué depuis avril 2024)

- Archive Wikiwix
- Bing
- Cairn
- DuckDuckGo
- E. Universalis
- Gallica
- Google
- G. Books
- G. News
- G. Scholar
- Persée
- Qwant
- (zh) Baidu
- (ru) Yandex
- (wd) trouver des œuvres sur Wikidata

SoftICE est un débogueur en mode noyau pour Microsoft Windows. Les anciennes versions existent pour DOS et les systèmes d'exploitation compatibles. SoftICE a été produit à l'origine en 1987 par une société appelée NuMega, et a été plus tard acquis par Compuware.
SoftICE a connu un succès important, notamment auprès des crackers, en raison de sa puissance et de sa flexibilité. L'appui de CTRL+d arrête l'exécution du système d'exploitation, il est ainsi possible de tracer (faire du pas à pas) le code assembleur.
Il était réputé pour être l'un des meilleurs débogueurs existants sous Windows[réf. nécessaire].
En juillet 2006, Compuware arrête la commercialisation de SoftIce. Il ne reste alors dans le monde Windows que deux débogueurs en mode noyau : WinDbg de Microsoft, et Syser de Sysersoft. Ce dernier a été ensuite abandonné par son concepteur[réf. nécessaire].